# Tillandsia takizawae
Tillandsia takizawae là một loài thuộc chi Tillandsia. Đây là loài đặc hữu của México.